# Kunstnernes Hus

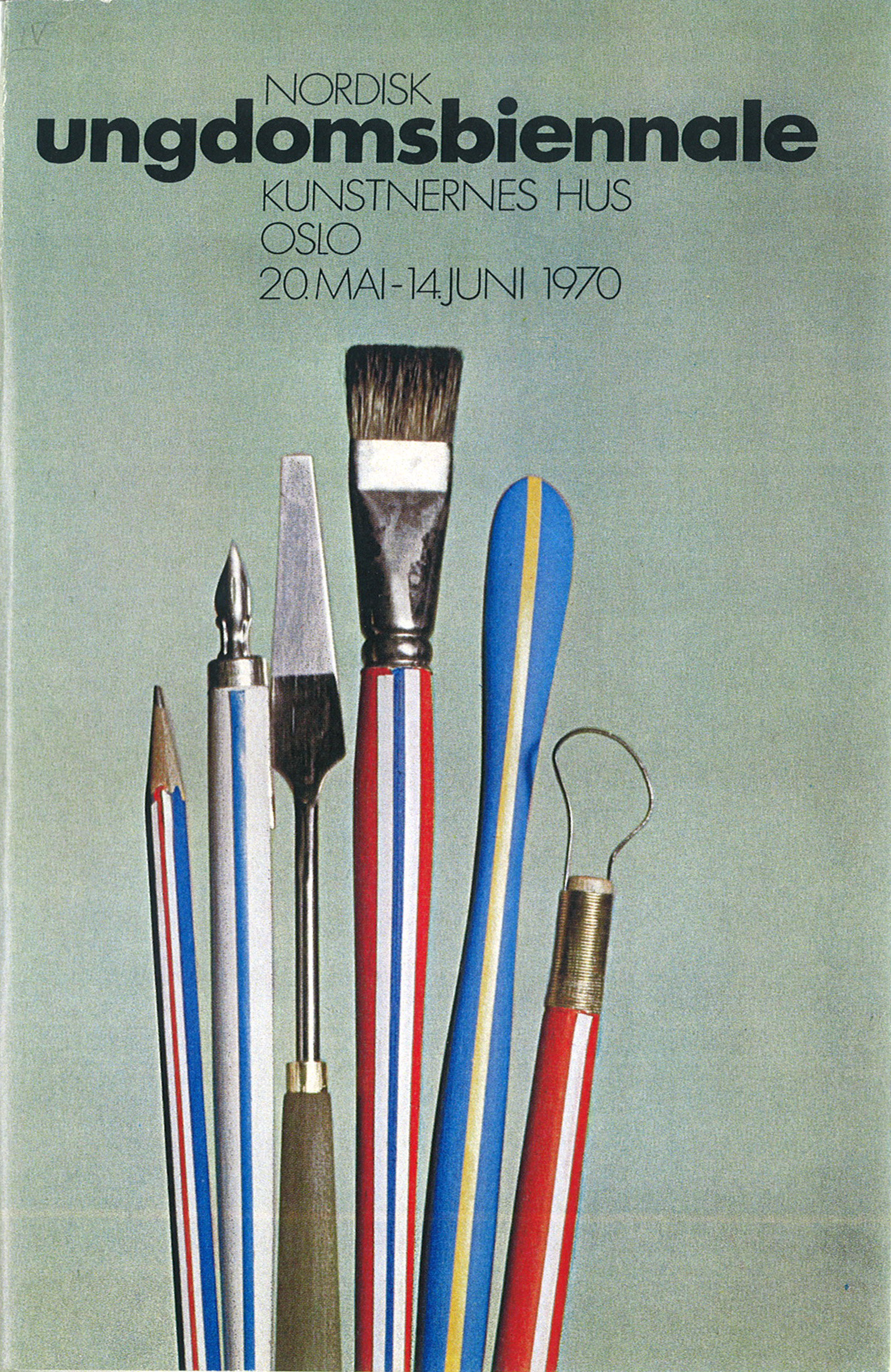
Affisch för Nordisk ungdomsbiennal 1970

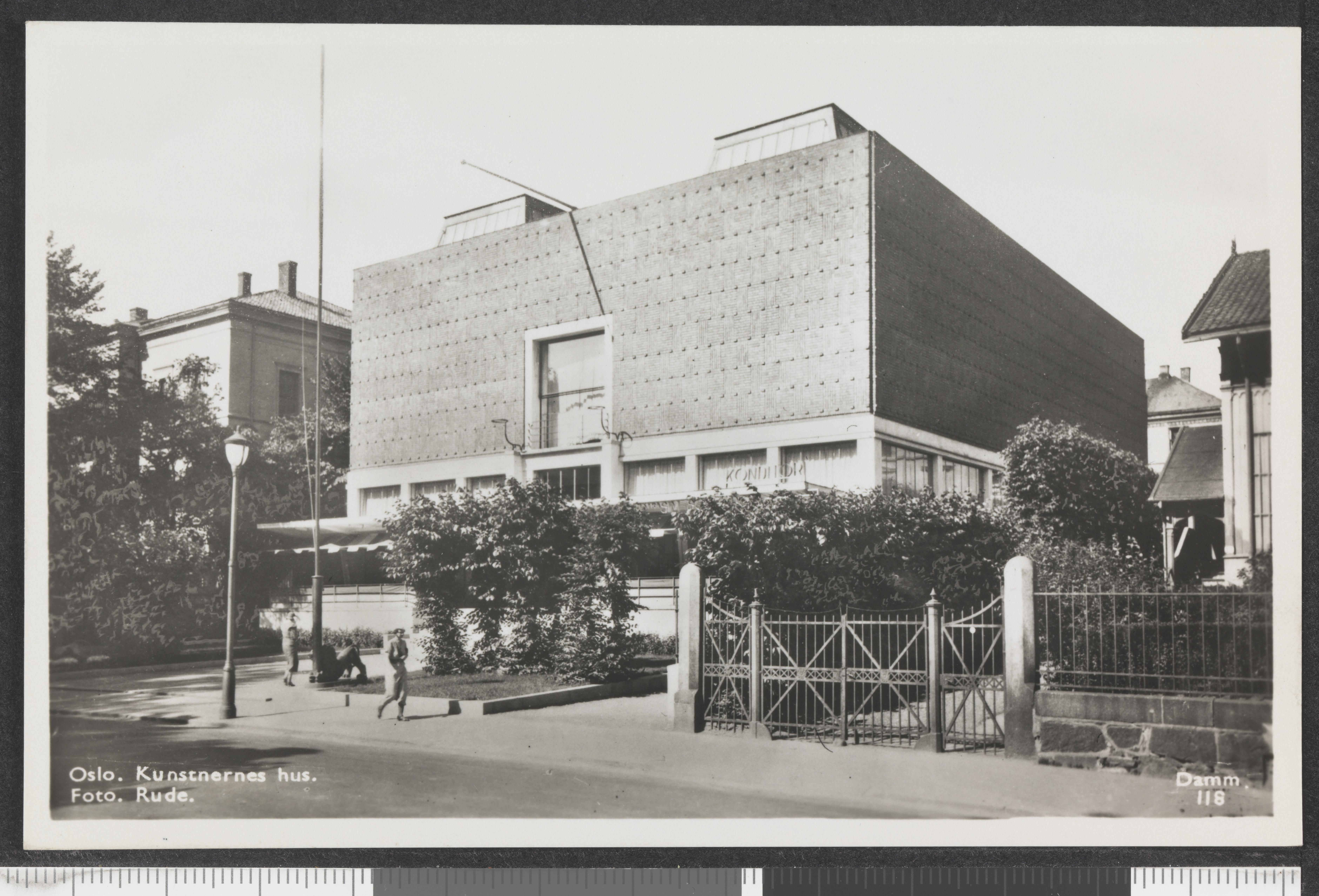
Kunstnernes Hus, foto från mellan 1930 och 1934.

Kunstnernes Hus är ett norskt konstgalleri, som drivs av en  konstnärsdriven stiftelse i Oslo.
Stiftelsen för Kunstnernes Hus bildades 1930 av norska bildkonstnärer och har som huvuduppgift att driva utställningsverksamhet och förvalta utställningsbyggnaden. På Kunstnernes Hus hålls årligen Høstutstillingen.
Byggnaden ritades i brytningstiden mellan nyklassicism och funktionalism, efter en arkitekttävling, av Gudolf Blakstad och Herman Munthe-Kaas. Den uppfördes 1929–1930 på en tomt, där tidigare stått en stor villa som tillhört hovstallmästaren Georg Sverdrup (1841–1912). Utanför entrén finns två bronslejon av Ørnulf Bast och i taket i trappuppgången en fresk av Per Krohg från 1932 på 22 x 3,5 meter. Två reliefer från 1947 ovanför ingångarna till salarna Vår och Høst är utförda av Niels Larsen Stevns